# Satakore

Logo Satakore.

La gamme Satakore (サタコレ, Saturn Collection) est un label commercial japonais pour les jeux réédités de la Sega Saturn (région NTSC) à bas prix. Le prix des jeux est fixé à 2 800 ¥,. La catalogue Satakore est lancé à partir du 25 avril 1997 au Japon, Virtua Fighter 2 et Dragon Force font partie des premiers jeux proposés dans cette collection.
Le patron de Sega, Shoichiro Irimajiri (en), annonce la fin de production de la Sega Saturn fin 1999 ainsi que le développement de jeux vidéo au milieu de la même année. La collection Sakatore s'arrêtera le 11 mars 1999 en proposant quatre derniers titres dont le jeu de tir The House of the Dead.

## Liste des jeux

### Jeux A → L
| Titre                                           | Édition originale | Édition originale | Édition Satakore | Édition Satakore | Réf    |
| Titre                                           | Sortie            | #                 | Sortie           | #                | Réf    |
| ----------------------------------------------- | ----------------- | ----------------- | ---------------- | ---------------- | ------ |
| 2do arukoto wa sando R                          | 5 avr. 1996       | T-6802G           | 11 fév. 1998     | T-6804G          | [ 1 ]  |
| Advanced World War: Sennen Teikoku no Koubou    | 30 mars 1997      | GS-9087           | 11 fév. 1998     | GS-9190          | [ 2 ]  |
| Albert Odyssey: Legend of Eldean                | 9 août 1996       | T-1514G           | 20 juin 1997     | T-1517G          | [ 3 ]  |
| Baku Baku Animal                                | 10 nov. 1995      | GS-9040           | 25 avr. 1997     | GS-9144          | [ 4 ]  |
| Bulk Slash                                      | 11 juill. 1997    | T-14310G          | 20 août 1998     | T-14325G         | [ 5 ]  |
| Choro Q Park (en)                               | 26 mars 1998      | T-10314G          | 11 mars 1999     | T-10318G         | [ 6 ]  |
| Command and Conquer                             | 25 avr. 1997      | GS-9131           | 12 mars 1998     | GS-9193          | [ 7 ]  |
| Culdcept                                        | 30 oct. 1997      | T-31401G          | 22 oct. 1998     | T-31402G         | [ 8 ]  |
| Dī no Shokutaku                                 | 28 juill. 1995    | T-8101G           | 20 juin 1997     | T-8124G          | [ 9 ]  |
| DecAthlete                                      | 12 juill. 1996    | GS-9096           | 20 juin 1997     | GS-9150          | [ 10 ] |
| Dragon Ball Z Idainaru Dragon Ball Densetsu     | 31 mai 1996       | T-13305G          | 20 juin 1997     | T-13317G         | [ 11 ] |
| Dragon Force                                    | 29 mars 1996      | GS-9028           | 25 avr. 1997     | GS-9145          | [ 12 ] |
| DX Jinsei Game                                  | 15 déc. 1995      | T-10302G          | 25 avr. 1997     | T-10308G         | [ 13 ] |
| Dynamite Deka                                   | 24 janv. 1997     | GS-9122           | 12 mars 1998     | GS-9192          | [ 14 ] |
| Enemy Zero                                      | 13 déc. 1996      | T-30001G          | 11 déc. 1997     | T-30004G         | [ 15 ] |
| Falcom Classics                                 | 6 nov. 1997       | T-31502G          | 17 sept. 1998    | T-31506G         | [ 16 ] |
| Fire Pro Wrestling S: 6Men Scramble             | 27 déc. 1996      | T-4308G           | 20 nov. 1997     | T-4316G          | [ 17 ] |
| Gungriffon (ja)                                 | 15 mars 1996      | T-4502G           | 12 mars 1998     | T-4509G          | [ 18 ] |
| Gambler Jiko Chuushinha: Tokyo Mahjongland      | 18 oct. 1996      | T-4504G           | 11 fév. 1998     | T-4508G          | [ 19 ] |
| Honkaku Pro Mahjong Tetsuman Special            | 23 août 1996      | T-18709G          | 30 juill. 1998   | T-18716G         | [ 20 ] |
| J.League Pro Soccer Club o Tsukurou! 2          | 20 nov. 1997      | GS-9168           | 4 février 1999   | GS-9206          | [ 21 ] |
| K-1 Fighting Illusion Shou                      | 31 janv. 1997     | T-26102G          | 11 fév. 1998     | T-26113G         | [ 22 ] |
| Kidou Senshi Gundam                             | 22 déc. 1995      | T-13303G          | 20 nov. 1997     | T-13329G         | [ 23 ] |
| Kochira Katsushikaku Kamearikouenmae Hashutsujo | 29 août 1997      | T-13319G          | 20 sept. 1998    | T-13332G         | [ 24 ] |
| Koden Koureijutsu Hyaku Monogatari              | 8 août 1997       | T-14312G          | 20 août 1998     | T-14324G         | [ 25 ] |
| Langrisser III                                  | 18 oct. 1996      | T-2502G           | 11 fév. 1998     | T-2510G          | [ 26 ] |
| Langrisser IV                                   | 1er août 1997     | T-2506G           | 30 juill. 1998   | T-2512G          | [ 27 ] |
| Layer Section                                   | 14 sept. 1995     | T-1101G           | 25 avr. 1997     | T-1112G          | [ 28 ] |

### Jeux M → Z
| Titre                                     | Édition originale | Édition originale | Édition Satakore | Édition Satakore | Réf    |
| Titre                                     | Sortie            | #                 | Sortie           | #                | Réf    |
| ----------------------------------------- | ----------------- | ----------------- | ---------------- | ---------------- | ------ |
| Magical Drop III Toretate Zoukangou!      | 20 juin 1997      | T-1313G           | 22 oct. 1998     | T-1318G          | [ 29 ] |
| Metal Black (en)                          | 24 mai 1996       | T-19902G          | 23 juill. 1998   | T-19909G         | [ 30 ] |
| Momotarou Douchuuki (ja)                  | 25 sept. 1997     | T-14309G          | 20 août 1998     | T-14326G         | [ 31 ] |
| Nights into Dreams                        | 5 juill. 1996     | GS-9046           | 20 juin 1997     | GS-9148          | [ 32 ] |
| Princess Crown                            | 11 déc. 1997      | T-14418G          | 10 déc. 1998     | T-14425G         | [ 33 ] |
| Princess Maker 2 (en)                     | 27 oct. 1995      | T-5201G           | 20 juin 1997     | T-5203G          | [ 34 ] |
| Pro Mahjong Kiwame S                      | 12 janv. 1996     | T-16801G          | 20 nov. 1997     | T-16807G         | [ 35 ] |
| Pro Yakyuu Greatest Nine '98              | 26 mars 1998      | GS-9185           | 11 mars 1999     | GS-9208          | [ 36 ] |
| Puyo Puyo Sun                             | 14 fév. 1997      | T-6603G           | 30 juill. 1998   | T-6609G          | [ 37 ] |
| Puyo Puyo Tsū                             | 27 oct. 1995      | T-6601G           | 20 juin 1997     | T-6604G          | [ 38 ] |
| Puzzle Bobble 2X                          | 26 juill. 1996    | T-1106G           | 23 juill. 1998   | T-1114G          | [ 39 ] |
| Rockman 8: Metal Heroes                   | 17 janv. 1997     | T-1214G           | 4 fév. 1999      | T-1237G          | [ 40 ] |
| Rockman X4                                | 1er août 1997     | T-1221G           | 10 déc. 1998     | T-1243G          | [ 41 ] |
| Sakura Taisen                             | 27 sept. 1996     | GS-9037           | 11 fév. 1998     | GS-9191          | [ 42 ] |
| Sankyo Fever Jikki Simulation S           | 4 avr. 1997       | T-32101G          | 12 mars 1998     | T-32104G         | [ 43 ] |
| Saturn Bomberman                          | 19 juill. 1996    | T-14302G          | 20 juin 1997     | T-14314G         | [ 44 ] |
| SeaBass Fishing 2                         | 25 avr. 1997      | T-6011G           | 12 mars 1998     | T-9114G          | [ 45 ] |
| Sega Rally Championship Plus              | 26 sept. 1996     | GS-9116           | 20 juin 1997     | GS-9149          | [ 46 ] |
| Senkutsu Katsuryuu Taisen Chaos Seed (ja) | 29 janv. 1998     | T-30902G          | 10 déc. 1998     | T-30904G         | [ 47 ] |
| Shanghai: Banri no Choujou                | 24 fév. 1995      | T-1505G           | 12 mars 1998     | T-1527G          | [ 48 ] |
| Shin Megami Tensei: Devil Summoner        | 25 déc. 1995      | T-14403G          | 20 juin 1997     | T-14417G         | [ 49 ] |
| Side Pocket 3 (en)                        | 18 juill. 1997    | T-1314G           | 19 nov. 1998     | T-1319G          | [ 50 ] |
| Silhouette Mirage                         | 11 sept. 1997     | T-32901G          | 10 déc. 1998     | T-32903G         | [ 51 ] |
| Sonic Jam                                 | 20 juin 1997      | GS-9147           | 23 juill. 1998   | GS-9200          | [ 52 ] |
| Steep Slope Sliders                       | 23 oct. 1997      | T-9112G           | 22 oct. 1998     | T-9116G          | [ 53 ] |
| Street Fighter Zero 2                     | 14 sept. 1996     | T-1212G           | 19 nov. 1998     | T-1244G          | [ 54 ] |
| Sword & Sorcery (en)                      | 31 mai 1996       | T-5202G           | 11 déc. 1997     | T-5207G          | [ 55 ] |
| Techno Motor                              | 26 mars 1998      | T-37601G          | 11 mars 1999     | T-37602G         | [ 56 ] |
| Terra Phantastica                         | 27 déc. 1996      | GS-9054           | 20 nov. 1997     | GS-9176          | [ 57 ] |
| Tetris S                                  | 27 déc. 1996      | T-20802G          | 11 fév. 1997     | T-20804G         | [ 58 ] |
| Texthoth Ludo: Arcanum Senki              | 18 déc. 1997      | T-23102G          | 4 fév. 1999      | T-23103G         | [ 59 ] |
| The Conveni: Ano Machi wo Dokusen Seyo    | 30 mars 1997      | T-4310G           | 22 oct. 1998     | T-4319G          | [ 60 ] |
| The House of the Dead                     | 26 mars 1998      | GS-9173           | 11 mars 1999     | GS-9207          | [ 61 ] |
| Thunder Force 5                           | 11 juill. 1997    | T-1811G           | 17 sept. 1998    | T-1814G          | [ 62 ] |
| Tomb Raiders                              | 24 janv. 1997     | T-6010G           | 11 fév. 1998     | T-9113G          | [ 63 ] |
| Virtua Fighter 2                          | 1er déc. 1995     | GS-9079           | 25 avr. 1997     | GS-9146          | [ 64 ] |
| Zen Nihon Pro Wres featuring Virtua       | 23 oct. 1997      | GS-9158           | 19 nov. 1998     | GS-9205          | [ 65 ] |